# 光永淳造
光永 淳造（みつなが じゅんぞう、1974年8月6日 - ）は、囲碁のプロ棋士、七段。岡山県で出生し、兵庫県神戸市で育つ。日本棋院東京本院所属。灘中学校・高等学校、東京大学理学部数学科卒業。門下に金子真季二段、徐文燕二段。
灘中学校・高等学校卒初、東京大学卒2人目（石倉昇以来）のプロ囲碁棋士。

## 略歴
- 灘中学時代に、先輩から教えられ囲碁を学ぶ。灘高校時代には、全国高校囲碁選手権大会団体戦優勝を経験。主将に坂井秀至が居た。
- 1992年、灘高校2年次の日本数学オリンピックで入賞[1]。
- 1996年、東京大学に進学後も囲碁を続け第33回学生十傑戦で1位となる[2]。朝日アマ囲碁十傑戦でも4位入賞を果たす。
- 1999年、外来として日本棋院棋士採用試験を受け、見事入段を果たす[3]。

## 昇段・良績
- 1999年 初段、二段
- 2000年 三段
- 2002年 四段
- 2003年 五段
- 2009年 六段
- 2025年 七段

## 著書
- 実録光永道場 アマの弱点はこう直せ!!（2003年9月1日、マイナビ出版）
- ずばり即戦力石を取る捨てる（2006年3月1日、NHK出版、高野英樹との共著）
- 勝つヨセの絶妙な手順（2012年5月1日、棋苑図書）
- 東大流 これからはじめる囲碁入門（2016年1月15日、ナツメ社）
- はじめての囲碁 入門編（2018年11月16日、理論社、監修名義・東京大学囲碁部著）
- はじめての囲碁 実戦編（2018年11月16日、理論社、同上）